# آنناکا، گونما
آنناکا در استان گونما در کشور ژاپن واقع شده است  که دارای جمعیت ۶۲٬۲۷۰ نفر و مساحت ۲۷۶٫۳۴ کیلومتر مربع با تراکم جمعیت ۲۲۵  نفر در کیلومترمربع است و در تاریخ ۱۸ مارس ۲۰۰۶ به عنوان شهر شناخته شد.